# Onalcidion obscurum
Onalcidion obscurum là một loài bọ cánh cứng trong họ Cerambycidae.